# Miss Beleza T Brasil
Miss Beleza T Brasil é um concurso de beleza voltado para mulheres transexuais e que visa eleger, entre as representantes de cada unidade federativa do país, a representante nacional da beleza da mulher T brasileira. Realizado em São Paulo desde 2019, o concurso tem como missão a conscientização e a promoção de igualdade entre mulheres travesti e transexuais, tanto na sociedade como no mercado de trabalho, A vencedora de cada edição representa o país no Miss International Queen.

## Vencedoras
Todas as candidatas eleitas no concurso:
| Ano  | ESTADO         | Vencedora           |
| 2019 | Minas Gerais   | Ariella Moura       |
| 2020 | Rio de Janeiro | Eloa Rodrigues      |
| 2022 | Pará           | Isabella Santorinne |

## Regulamento
Para participar do concurso Miss Beleza T Brasil, a candidata deve preencher os seguintes requisitos gerais:
- Ser Mulher transexual
- Ser Brasileira
- Ter no mínimo 18 (dezoito) anos
- Não possuir fotografia ou filmagem despida, expondo os seios e partes íntimas

O regulamento do concurso permite, geralmente, que candidatas representem estados nos quais não nasceram ou não residam.

## Etapas de classificação
Em geral, há seleção das candidatas estaduais, ficam sob critério e responsabilidade dos diretores/franqueados, a escolha por meio de casting.

### Durante o concurso
Um mês antes da final nacional, as candidatas começam a cumprir agendas de compromissos, como gravação de vinhetas, perfis individuais e fotos de divulgação. Depois, as misses encerram a preparação em seus estados e se dirigem para a cidade que sediará o concurso. Na semana do Miss Beleza T Brasil, as candidatas posam para as fotos oficiais e para os perfis de votação online para premição, participam dos ensaios, cumprem agenda de "city tour" na cidade-sede e, eventualmente, da programação com autoridades.

## Coordenações
Estiveram a frente do concurso:
| Período | Diretor(a)       |
| ------- | ---------------- |
| ATUAL   | JONATHAN lOPES   |
| ATUAL   | MAYRA FIGUEIREDO |